# Rose Delaunay
Félice Rose Delaunay (de soltera Bünzli; 28 de enero de 1857-después de 1937) fue una soprano de ópera francesa. Después de estudiar en el Conservatorio de París, hizo su debut en mayo de 1882 en la Opéra-Comique como Isabelle en Le pré aux clercs de Ferdinand Hérold. Después de interpretar papeles principales en la Opéra-Comique hasta 1886, actuó en varios teatros provinciales y se aventuró hasta El Cairo. Se desconoce la fecha de su muerte, pero celebró su boda de diamantes con su marido, el actor Louis Delaunay, en abril de 1937.

## Biografía
Félicie Rose Bünzli nació el 28 de enero de 1857 en Reims, hija del violinista nacido en Suiza Auguste Bünzli (1820-1901). Ella era una de tres hijos. Después de entrenar con su padre, asistió al Conservatorio de París. Además de canto, estudió piano con Félix Le Couppey.
Hizo su debut teatral en 1882 en la Opéra-Comique como Isabelle en Le pré aux clercs de Ferdinand Hérold. Durante los siguientes cuatro años, sus papeles incluyeron a Anna en La dama blanca de Boieldieu, Javotte en Le roi l'a dit de Delibes y el papel principal en Les Noces de Jeannette de Massé. En enero de 1885, apareció como Micaela en la presentación número 200 de Carmen de Bizet junto a Célestine Galli-Marié en el papel principal.
En 1886, dejó la Opera-Comique para actuar en el Gran Teatro de Burdeos y en la Ópera de Montecarlo, donde apareció como Coralian en Le toréador de Adolphe Adam. Continuó actuando en óperas en los principales teatros provinciales de Francia e incluso se aventuró hasta El Cairo. De vuelta en París, en septiembre de 1892 apareció en el Théâtre de la Gaîté como Serpolette en Les Cloches de Corneville de Robert Planquette.
La fecha de la muerte de Rose Delaunay no se conoce, pero en abril de 1937 celebró su boda de diamantes con su marido Louis Delaunay.